# Fiodor Berg

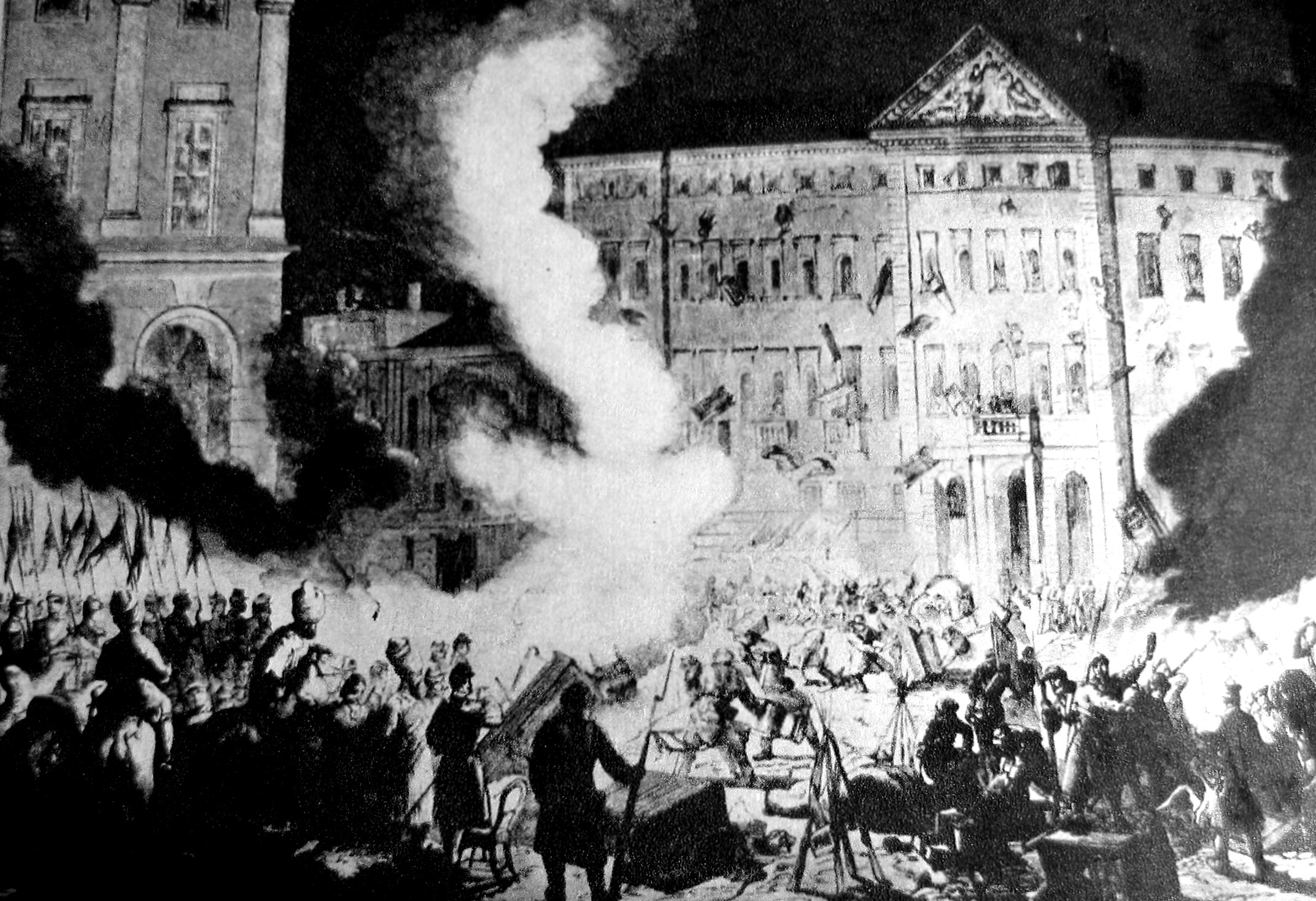
Wojsko rosyjskie demoluje pałac Zamoyskich po zamachu na Berga

Fiodor Fiodorowicz Berg (ros. Фёдор Фёдорович Берг, właśc. Friedrich Wilhelm Rembert von Berg; ur. 27 maja 1794 w Sangaste (gubernia inflancka, obecnie Estonia), zm. 6 stycznia?/18 stycznia 1874 w Sankt Petersburgu) – hrabia Wielkiego Księstwa Finlandii, generał kwatermistrz rosyjski. Od 1865 feldmarszałek. Geodeta.

## Życiorys
Pochodził z rodziny Niemców bałtyckich. Uczył się na Uniwersytecie w Dorpacie. W latach 20. XIX w. wykonał wojskowo-statystyczne opisanie Turcji. Kierował w latach 1823–1825 ekspedycją do Azji Środkowej. Na bazie materiałów z tej ekspedycji stworzono mapę. W latach 1828–1829 wykonał mapę północno-wschodniej części Bułgarii.
W 1831 brał udział w wojnie z Polską, dowodząc podczas szturmu na Warszawę natarciem w kierunku na Wolę. Awansowany do stopnia generała-lejtnanta pełnił obowiązki kwatermistrza armii stacjonującej w Królestwie Polskim.
Od 1843 jako generał kwatermistrz Sztabu Głównego Imperium Rosyjskiego kierował wykonaniem mapy Rosji w masztabie trzywiorstowym.
W 1853 dowódca wojsk w Estonii. Od 1855 generał gubernator Finlandii. W latach 1863–1874 ostatni namiestnik Królestwa Polskiego. Urzędował w Zamku Królewskim. Prezes Rady Stanu Królestwa Kongresowego
Stłumił powstanie styczniowe, prowadził politykę rusyfikacji Polski.
19 września 1863 powstańcy dokonali nieudanego zamachu na namiestnika, rzucając bombę z okna pałacu Zamoyskich na Krakowskim Przedmieściu w Warszawie. W odwecie Rosjanie zdemolowali budynek pałacu, wyrzucając na bruk m.in. fortepian Fryderyka Chopina znajdujący się w mieszkaniu siostry kompozytora Izabeli Barcińskiej. Fakt ten zainspirował Cypriana Kamila Norwida do napisania wiersza Fortepian Szopena (1865).
Fiodor Berg był odpowiedzialny za pacyfikację miejscowości, których mieszkańcy udzielili pomocy powstańcom styczniowym.
Był luteraninem.